# Технічний музей у Відні
Технічний музей Відня (нім. Technisches Museum Wien, TMW) відноситься до найстаріших науково-культурних закладів столиці Австрії й розташований у районі Penzing. Основою музею є унікальна колекція імператорського-королівського Кабінету національної фабричної продукції, створена з ініціативи імператора Франца I у 1807 році. Технічний музей у Відні є однією з визначних пам'яток австрійської столиці.

## Історія
Імператорська-королівський Кабінет національної фабричної продукції був створений з метою розвитку австрійських ремесел, промисловості та просуванню на світовий ринок національних виробників. До нього з усієї багатонаціональної Габсбурзької імперії, яка була однією з великих економічних областей Європи, надходили вироби різного призначення — від серійної продукції масового попиту, до предметів розкоші виготовлених в одиничних примірниках.
Популярністю у австрійців користувалися вироби зі скла, декоровані емаллю (живописець віденської порцелянової мануфактури А. Котгассер), порцелянові віденські статуетки, нові форми посуду, порцеляна пурпурово-червоного кольору та «годинники в рамі» — картини із зображенням краєвиду з вежею, в яку вмонтовували годинниковий механізм, поширені у 19 столітті по всій Європі.
Починаючи з перших років 19 століття у колекції зібралися вироби Австро-Угорської промисловості, яка являє собою картину усієї європейської промисловості того часу.
У 1908 році, до 60-ї річниці правління Франца Йосифа I, на основі зібраної колекції Кабінету національної фабричної продукції, було прийнято рішення про заснування Технічного музею торгівлі та промисловості.

## Будівля музею
20 червня 1909 року імператор Франц Йосиф заклав фундамент сьогоднішнього Технічного музею у Відні й розпочався процес будівництва будівлі .
Через події Першої світової війни, відкрився він у 1918 році.
Будівля музею займає 22 тисячі кв. м. На трьох поверхах розмістилися експозиції присвячені транспорту, промисловості, енергетики, історії науки й техніки.
Коли музей будувався під ним була споруджена показова кам'яновугільна шахта, де шахтарі відтворили вигляд кам'яновугільних розробок, з обладнанням початку 20 століття. У 1954 році вона була доповнена ділянкою, яка характеризує розвиток гірничої справи у середині 20 століття. У кінці 1999 р. шахту розширили, розмістивши устаткування та машини технологічного рівня 20 століття .
Сьогодні музей демонструє усю історію гірничої промисловості протягом останніх 100 років.

## Колекція музею

### Енергія
До експозиції розділу у хронологічному порядку входять
:
- секція «Ера ремесел»- демонструє примітивні види енергетичних установок: водяні колеса, вітряки та прості механізми;
- секція « Ера електростанцій» охоплює період від початку промислової революції до 20 ст. Тоді джерелами енергії були пар, газ та електрика і вироблялась вона децентралізовано;
- секція «Ера мереж», що наступила у 20 столітті присвячена виробництву централізованій енергії, а саме лініям електропередач та електричних кабелів, системі трубопроводів.

### Двигуни
Розділ музею присвячений різноманітним двигунам: електричним, паровим, внутрішнього згорання. Серед експонатів:
- паровий двигун Джеймса Ватта (1736—1819 рр.), збудований у 1776 р., запатентований у 1769 р., а до Австрії він потрапив у 1825 р.;
- парний паровий двигун, один з двох, який зберігся у всьому світі до наших днів;
- «готичний» паровий двигун (1872 р.), зразок творчості віденських інженерів 19 століття;
- паровий двигун з підігрівом (1853 р.);
- горизонтальний паровий двигун другої половини 19 століття;
- горизонтальний паровий двигун для автомобілів (в Австрії почав використовуватися у 1908 році).

У музеї усі механізми у робочому стані, а кожної першої неділі місяця, спеціально для відвідувачів їх запускають.

### Енергетика та гірнича справа

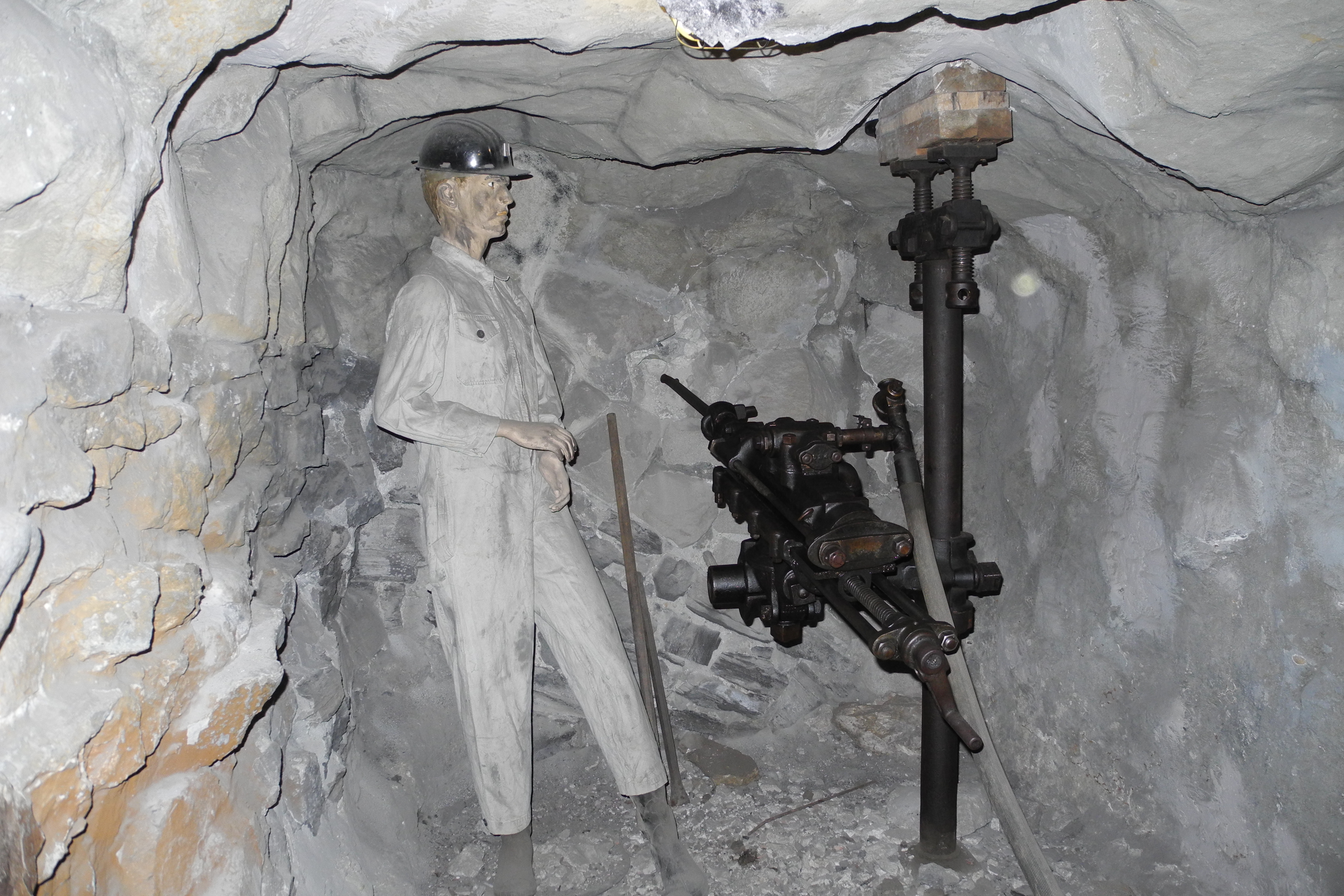
Шахта-Технічний музей.

Машинобудівна, гірничо-металургійна та електротехнічна промисловість були основними у промисловості, на початку 20-го століття. Великі об'єкти цих груп, такі як парові двигуни, молотки, преси, турбіни, генератори, а також виставкова шахта — сформували профіль історичної колекції музею другої половини 19 століття. Осучаснили її поновлювані джерела енергії.

### Інформація та комунікація
Інформаційно-комунікаційна колекція музею, включає експонати вироблені внаслідок зростаючої індустрії споживчих товарів починаючи з 19 століття.
Вони входять до групи радіо і телебачення, аудіо та відео, музичні інструменти, набір і друк, фото- та кіно, телекомунікації, поштове відділення, та обробка даних.

### Технологія виробництва
Розділ включає технології кустарного та промислового виробництва, сільського та лісового господарства, паперової, деревообробної, хімічної та металообробної промисловості, текстильного виробництва, скла, кераміки, виробництва харчових продуктів та напоїв. Маючи майже половину всіх об'єктів і ряд історичних спеціальних колекцій, саме експонати з цього розділу, значною мірою сформували профіль музею.

### Повсякденне життя
У розділі представлена експозиція історії побутової техніки — вся еволюція газових плит, пилососів і пральних машин з часу їх винаходу.
Окрім старих будівельних технологій і протипожежного захисту, ця колекція не розвивалася до 20-го століття.
Серед експонатів представлені :
- машина для прання «Тріумф», близько 1900—1920 рр.;
- фільтр для води «Дельфін» Тип № 95, 1910 приблизно 1900 року;
- рідкісний екземпляр «Ручної пожежної гранати Хейвард», виготовлений близько 1880 року Нью-Йоркською компанією SF Hayward. Так звана бомба для гасіння — це прототип сучасного ручного вогнегасника.

### Музика

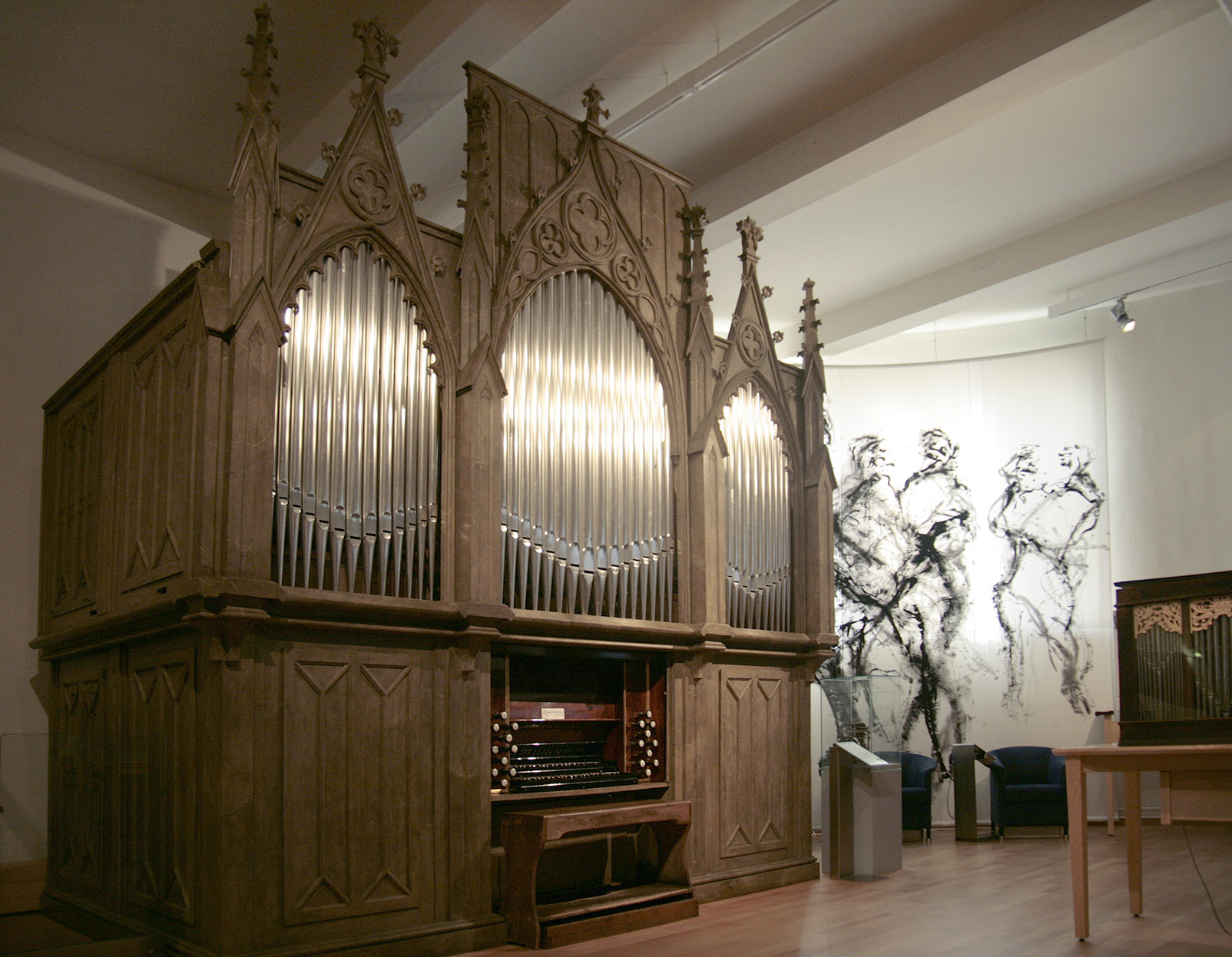
Орган Імператорського палацу у Відні (зроблений Карлом Фрідріхом Фердінаном Бакюу в 1862 році), нині у Віденському Технічному музеї

У цьому розділі секція музичних інструментів, одна з найстаріших в експозиції. До моменту створення Кабінету національної фабричної продукції, Австрія вже славилася своїми майстрами органної справи і фортепіано. У 18-19 ст. важливим предметом обстанови австрійського житла став клавесин. З 1790 р. Відень став провідним центром з виробництва цього музичного інструмента.
У колекції представлений акордеон винайдений у Відні 1829 року.
До 1930-х років австрійські й німецькі фірми, активно займалися створенням електронних інструментів.
На експозиції представлені електроні музичні інструменти — «далекі предки» синтезаторів та електричних органів.

## Трафік

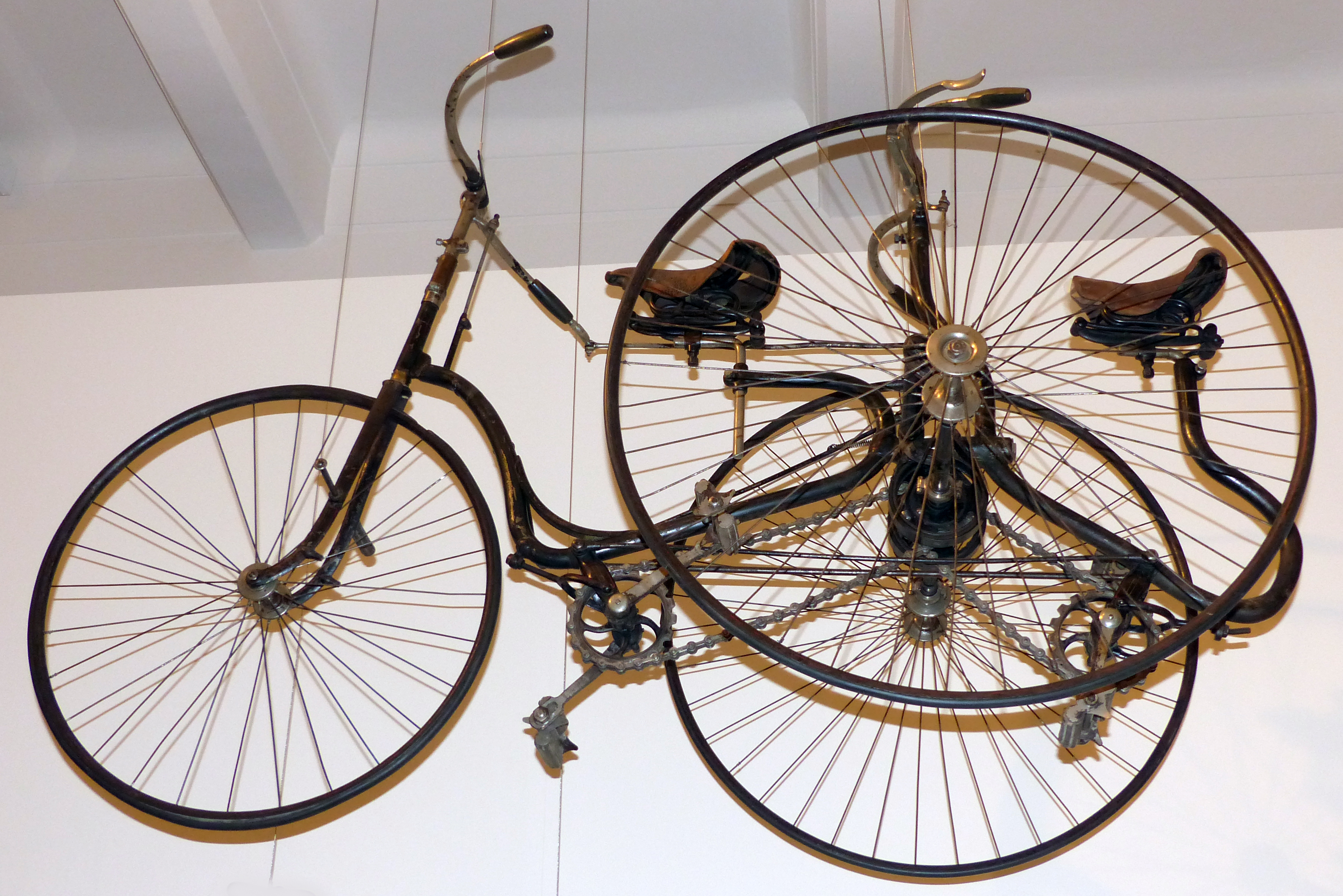
Триколісний велосипед з двома сидіннями (Tandem), Компанія машиністів Ковентрі, 1890.

До розділу входить залізничний, автомобільний транспорт, авіація та судноплавство, а також інфраструктурна група «Мости та тунелі». Серед експонатів колекції найстаріші автомобілі, велосипеди, раритетні мотоцикли, моделі австрійського Lloyd, веслування та моторне судноплавство по Дунаю. Австрійська транспортна колекція охоплює період першої половини 20 століття.
Серед представлених експонатів :
- електричний автомобіль Lohner-Porsche, 1900;
- скутер Lohner Scooter L 125, 1954;
- гоночний автомобіль Mercedes W 196 «Срібна Стріла», 1954/55;
- обрізаний літак De Havilland DH 104 «Dove» (1957).

### Історія авіації

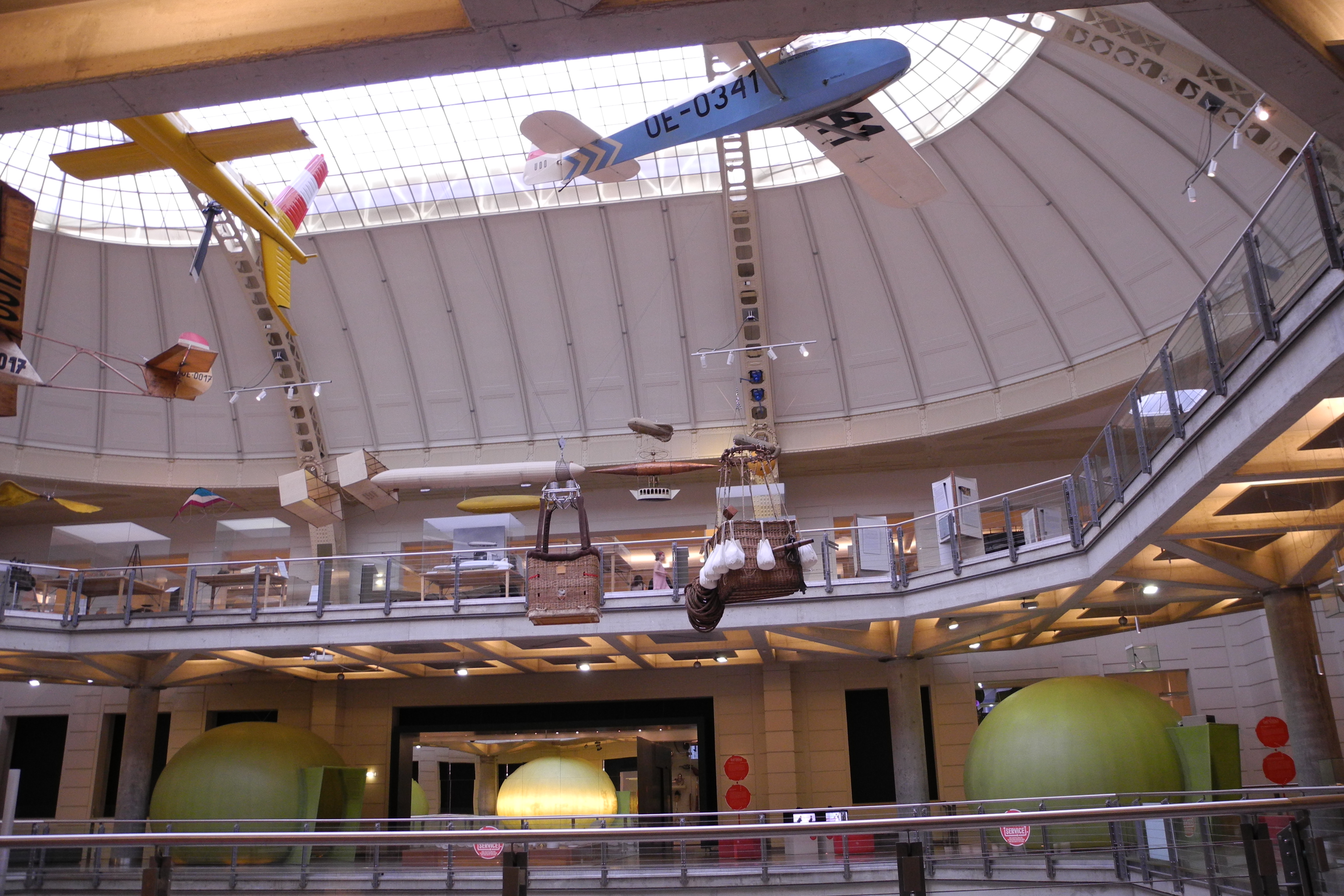
Хол Технічного музею.

Конструктор Іго Етрих та інженер Франц Вельс створювали літальні апарати. Найзнаменитіша модель конструктора представлена у музеї — літак «Таубе», використовує мий під час Першої світової війни.
Під самим дахом будівлі розміщені різноманітні літальні апарати, літаки і вертольоти, космічна техніка, найперший дельтаплан.
Серед експонатів:
- модель дирижабля проекту Ressel, побудована в 1871 році;
- гелікоптер медичної допомоги AS 355 F-1 «Ecureuil 2», 1983 будівництва;
- планер Етріч ІІ «Голуб», 1910 р. будівництва.

### Залізнична колекція

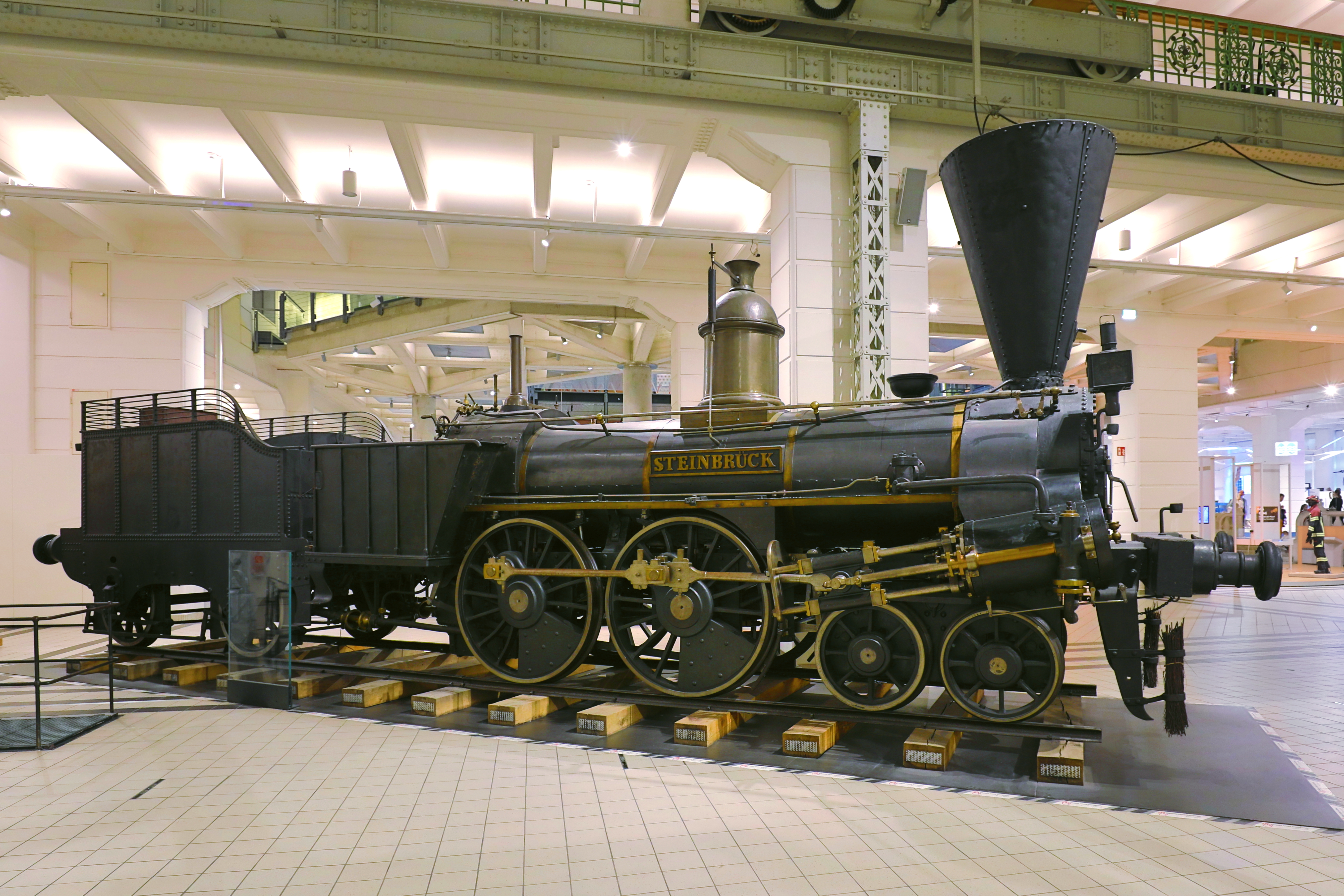
Локомотив SStB Steinbrück, залізниця Відень-Глогнітцер і 1848; найстаріший локомотив вітчизняного виробництва, побудований Джоном Хасвеллом на машинному заводі залізниці Відень-Глогнітцер.

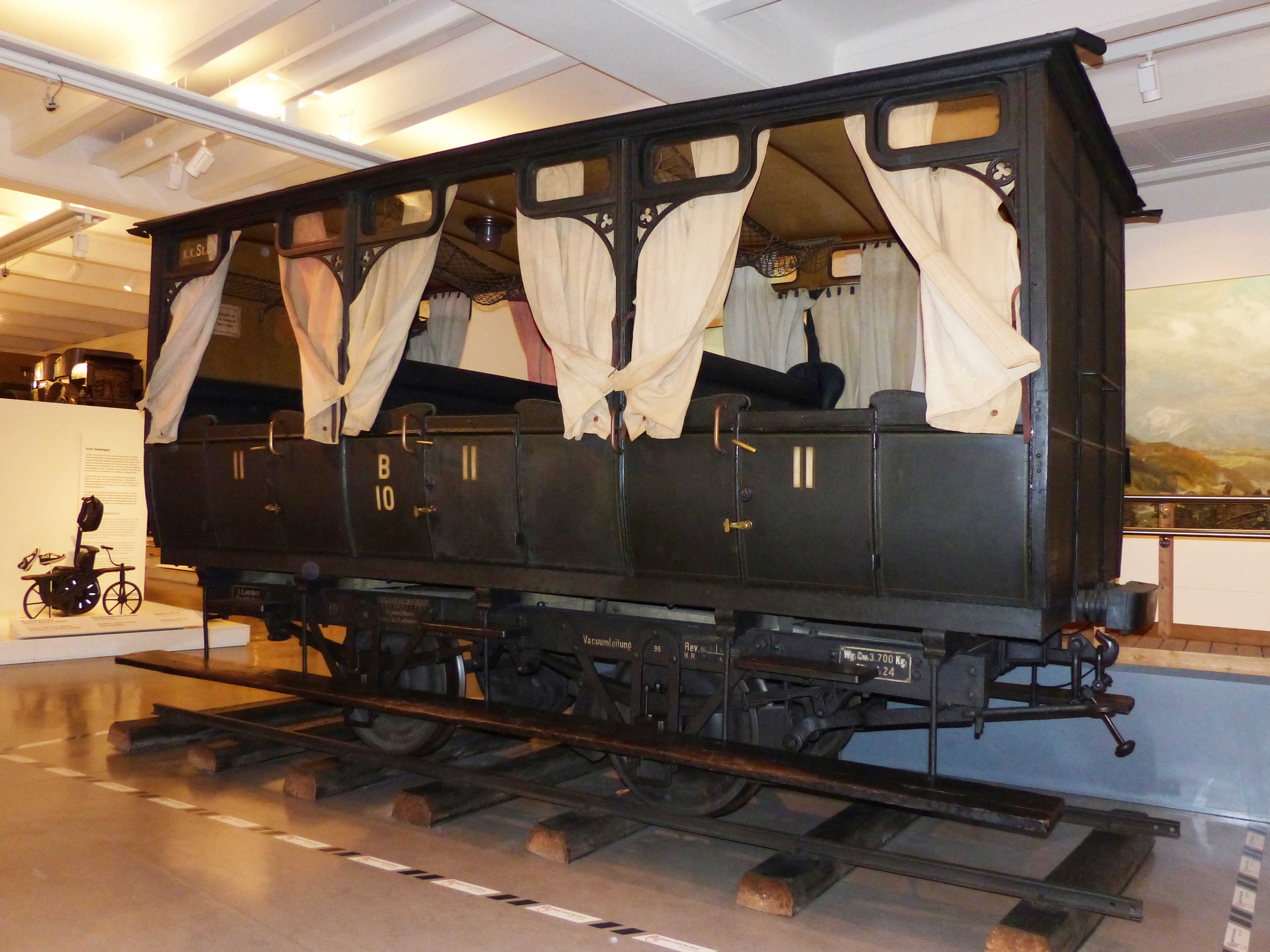
Персональний вогон 2-го класу для літньої експлуатації, 1855, машинобудівний і вагонобудівний завод Johann Spiering Viennа.

«Залізнична» частина експозиції виділена в окремий залізничний музей у Штрассхофе, який розташований на 8,5 га, де демонструються численні засоби транспорту, зв'язку та забезпечення:
- електричний локомотив OBB 1198.05 зразка 1851 року;
- найстаріший австрійський паротяг KFNB «licaon», збудований 1851 р.

Кінна залізниця, що почала працювати 1 серпня 1832 році й була першою на європейському континенті залізницею громадського користування. Хоча у 1837 році почала функціонувати перша в Австрії парова залізниця, кінна залізниця між Гмюнденом та Будейовицами працювала до 1855 року.
Зберігається в музеї колекція імператорських салон-вагонів 19-початку 20 ст. Залізничні компанії того часу розробляли моделі комфортабельних вагонів для «придворних поїздів» («хофцуге»). Перший імператорський салон-вагон встав на рейки у 1845 .
На початку 20 ст. австрійські залізничні дороги почали електрифікувати. Вузькоколійна залізниця у долині Штубай введена в експлуатацію у 1904 р., стала першою у Європі електрифікованою залізницею.

## Сучасний стан
Унікальна колекція з понад 80000 експонатів Технічному музею принесла міжнародну популярність.
Її основу складають австрійські винаходи: — перша в світі поворотна турбіна Каплана; — чотиритактний двигун внутрішнього згорання Маркуса; — гребний гвинт Реселя; — швейна машина Мадершпергера; — колекції велосипедів, раритетних автомобілів, мотоциклів, літаків; — макети кораблів; — меблі фірми «Брати Тонет». Столяр М. Тонет у 1830 р. відкрив метод, який дав змогу гнути у водяній парі клеєну дубову фанеру і виготовляти з неї легкі відформовані речі. У 1841 р. Тонет запатентував свій винахід. Його крісло-гойдалка та гнуті стільці мали попит спочатку в Австрії, а потім і в інших країнах світу, які й дотепер мають назву «віденських». Меблі австрійського майстра славились якісною ремісничою роботою, блискучою деревиною та плавними вигнутими лініями.
На першому поверсі розташовані моделі обладнання електростанцій, справжні перші паротяги й теплотяги, старовинні електромобілі.
В його стінах постійно проходять тематичні виставки, присвячені різноманітним технічним досягненням.
Працює кілька постійних виставок:
- «Повсякденне життя»;
- «Зв'язок та ЗМІ»;
- «Музика»;
- «Астрономія і фізика»;
- «Природа і знання»;
- «Важка промисловість» та інші.

У музейній медіа-теці зберігається аудіовізуальний архів, а
бібліотека музею з фондом понад 110 000 примірників, для відвідувачів надає безкоштовні послуги.

## Зона для дітей

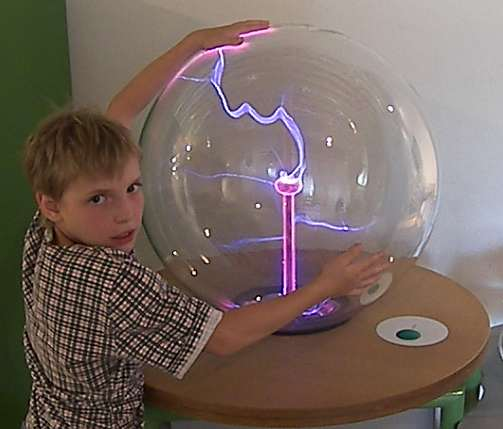
Технічний музей.

На території музею є дитячий майданчик «Das mini», площею 350 м² для дітей 2-6 років. Це не просто майданчик для ігор, а спеціальна «наукова зона».
Фізичний зал для дітей, оснащений функціональними моделями, і діти самостійно проводять експерименти.
Технічний музей організовує спеціалізовані екскурсії для дітей. До їх уваги представлені різні експозиції: — найперший локомотив, який вирушив разом з пасажирами з Віденського вокзалу 100 років тому; — паротяг в розрізі, який наочно демонструє свій функціонал; — копія справжньої шахти, збудована з урахуванням найдрібніших деталей.
«mini mobil»- майданчик для дітей розміром 420 квадратних метрів, розрахований на дітей від 2 до 8 років. У залі Технічного музею діти знайомляться з правилами дорожнього руху, потрапляють всередину сучасного поліційного автомобіля, пересуваються на різних транспортних засобах.

## Бібліотека
Технічний музей має спеціалізовану, загальнодоступну бібліотеку у якій знаходяться матеріали про науку, історію техніки й промисловість Австрії. Її фонд налічує приблизно 110 000 примірників, який постійно розширюється. Окрім книг, бібліотека пропонує користувачам близько 1700 журналів, 110 з яких зберігаються у читальному залі.

## Медіа-бібліотека
Австрійська медіа-бібліотека була заснована у 1960 році. З 2001 року — кафедра Технічного музею у Відні.
У музейній медіа теці зберігається національний аудіовізуальний архів, де дослідники мають доступ до інформації зі сфери науки, техніки, технології, історії, політики, музики та повсякденного життя.
Її фонд налічує понад 1,5 мільйона звукозаписів і десятки тисяч відео. Її завдання полягає у зборі неопублікованих звукових записів і відео (одноразових), а також опублікованих ЗМІ (компакт-диски, аудіо- та відеокасети, DVD-диски тощо).

## Онлайн-каталог
Колекція Технічного музею налічує сотні тисяч об'єктів, але простір музею обмежений і на виставках представлено близько п'яти відсотків експонатів. Інші об'єкти зберігаються в депо і архівах та науково оброблюються.
З метою надання віртуального уявлення про різноманітність музейних колекцій та отримання доступу до них, музей публікує свою базу даних колекцій на своєму сайті (онлайн-каталог).
Наявну базу даних музею створювали декілька поколінь співробітників. Історія інвентаризації в Технічному музеї починається з першої інвентаризації 1910 року. Рукописні інвентарні книги та картки були до 1968 року, на їх зміну прийшли машинописні інвентарні картки. З 2000 року була створена перша електронна база даних Технічного музею, яка постійно оновлюється і розвивається.

## Галерея

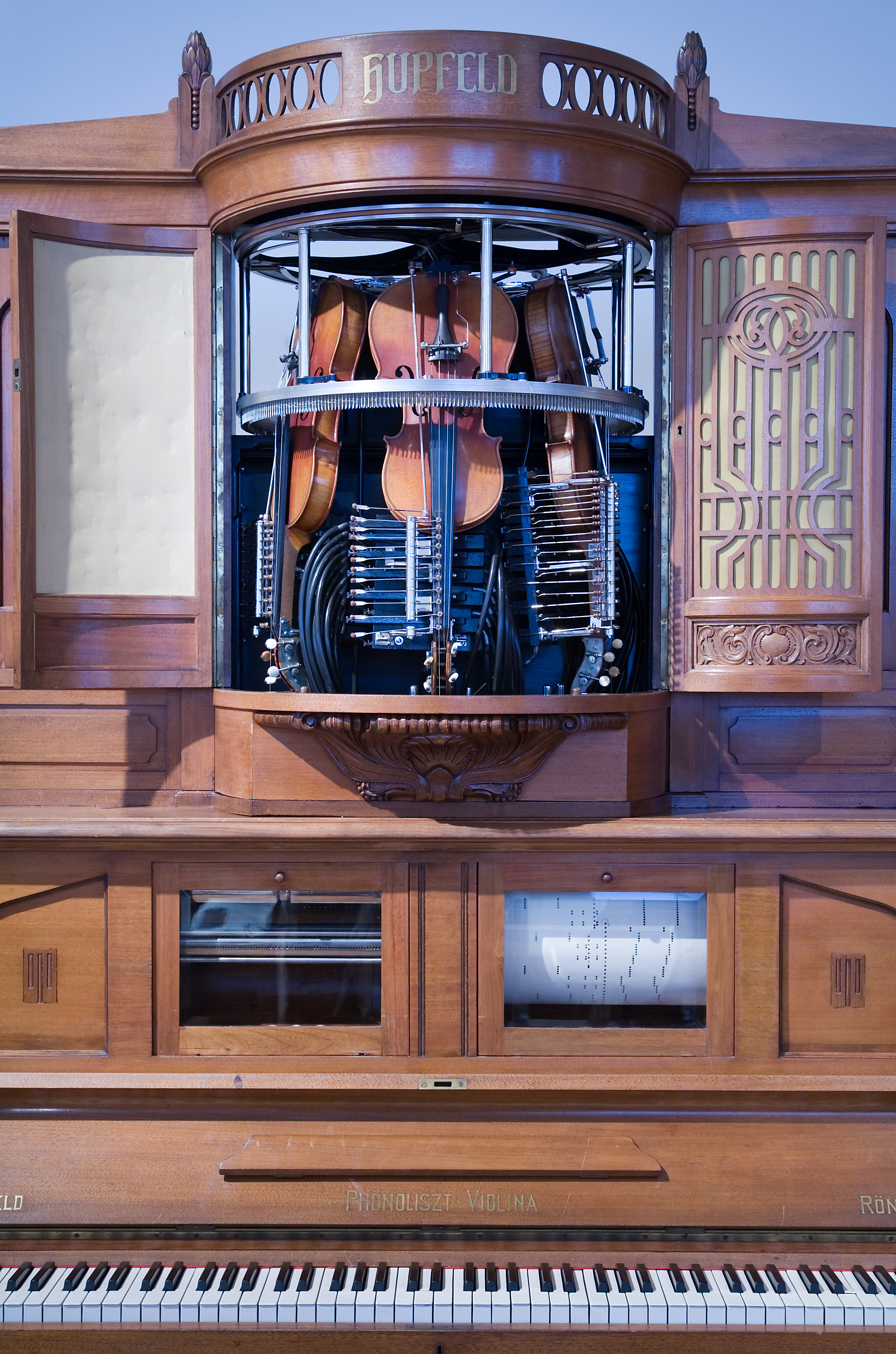
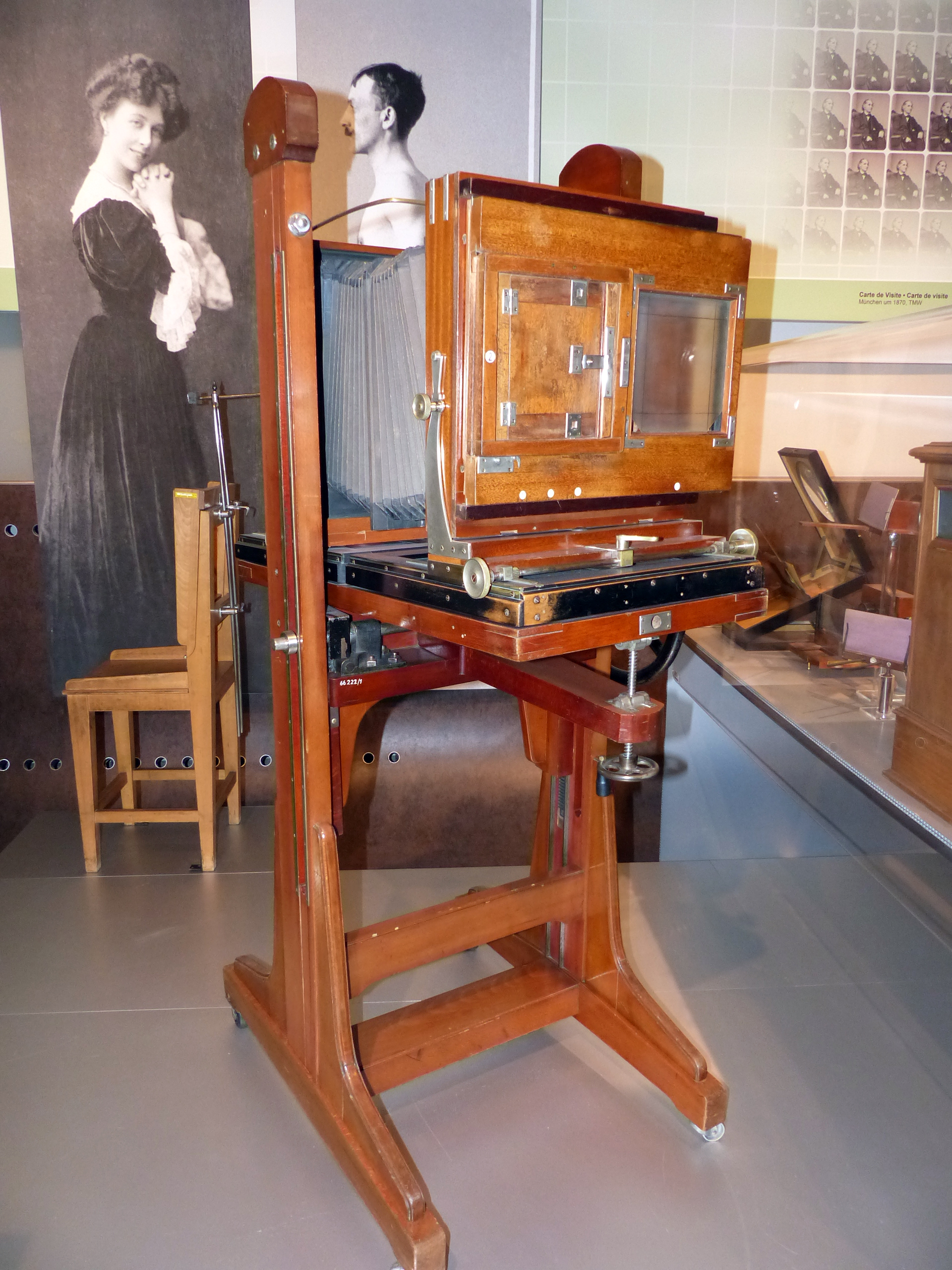
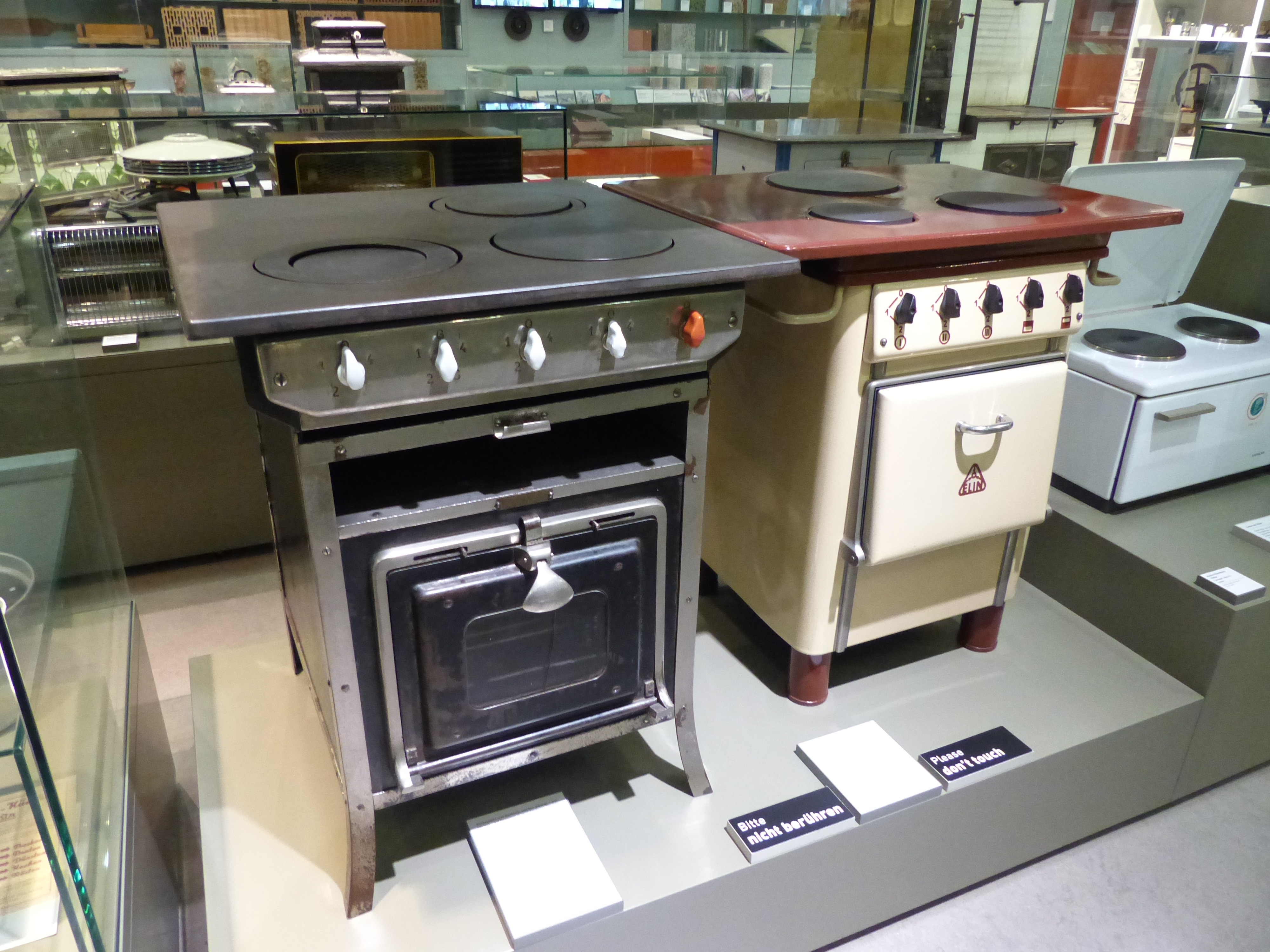
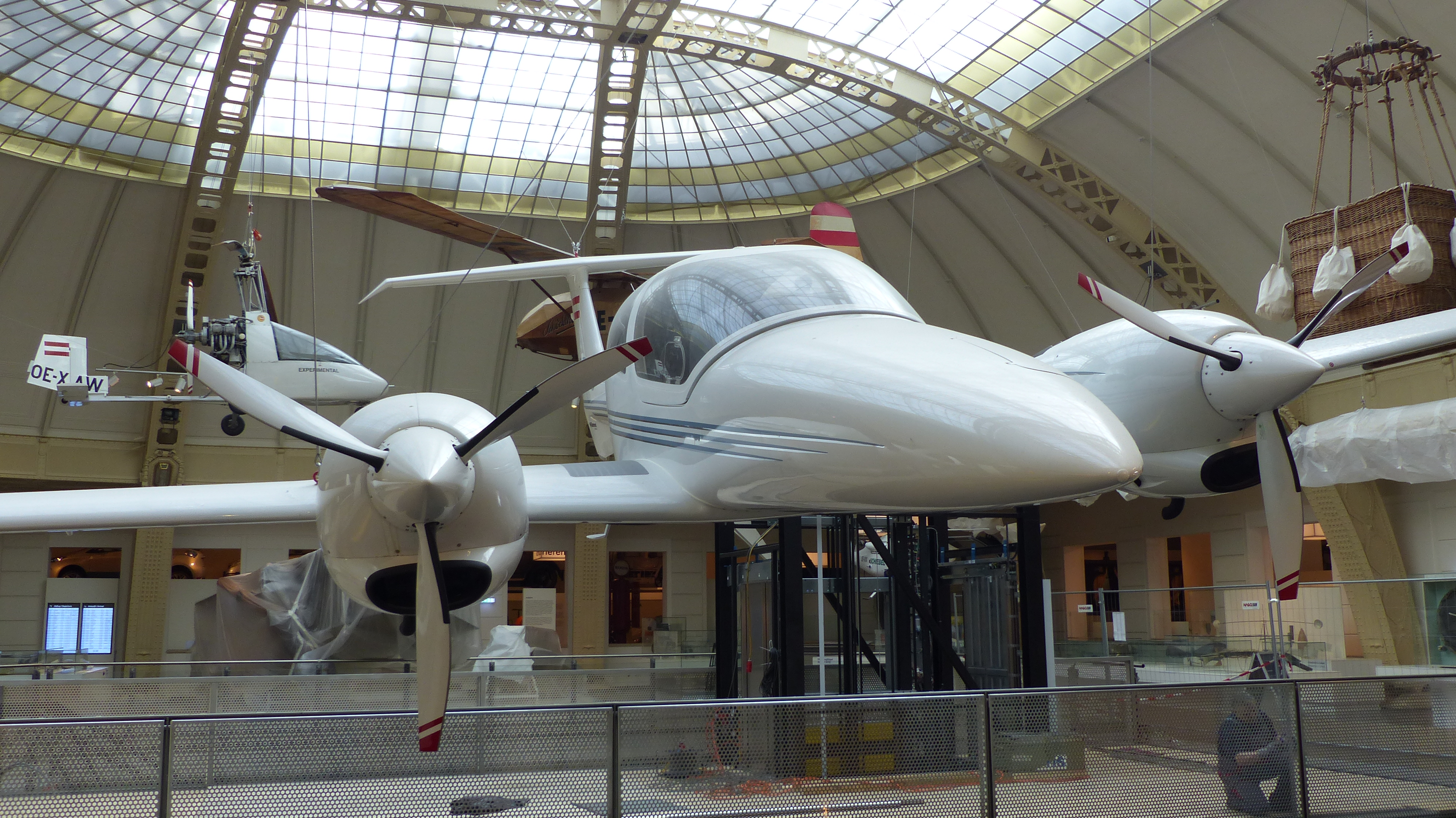
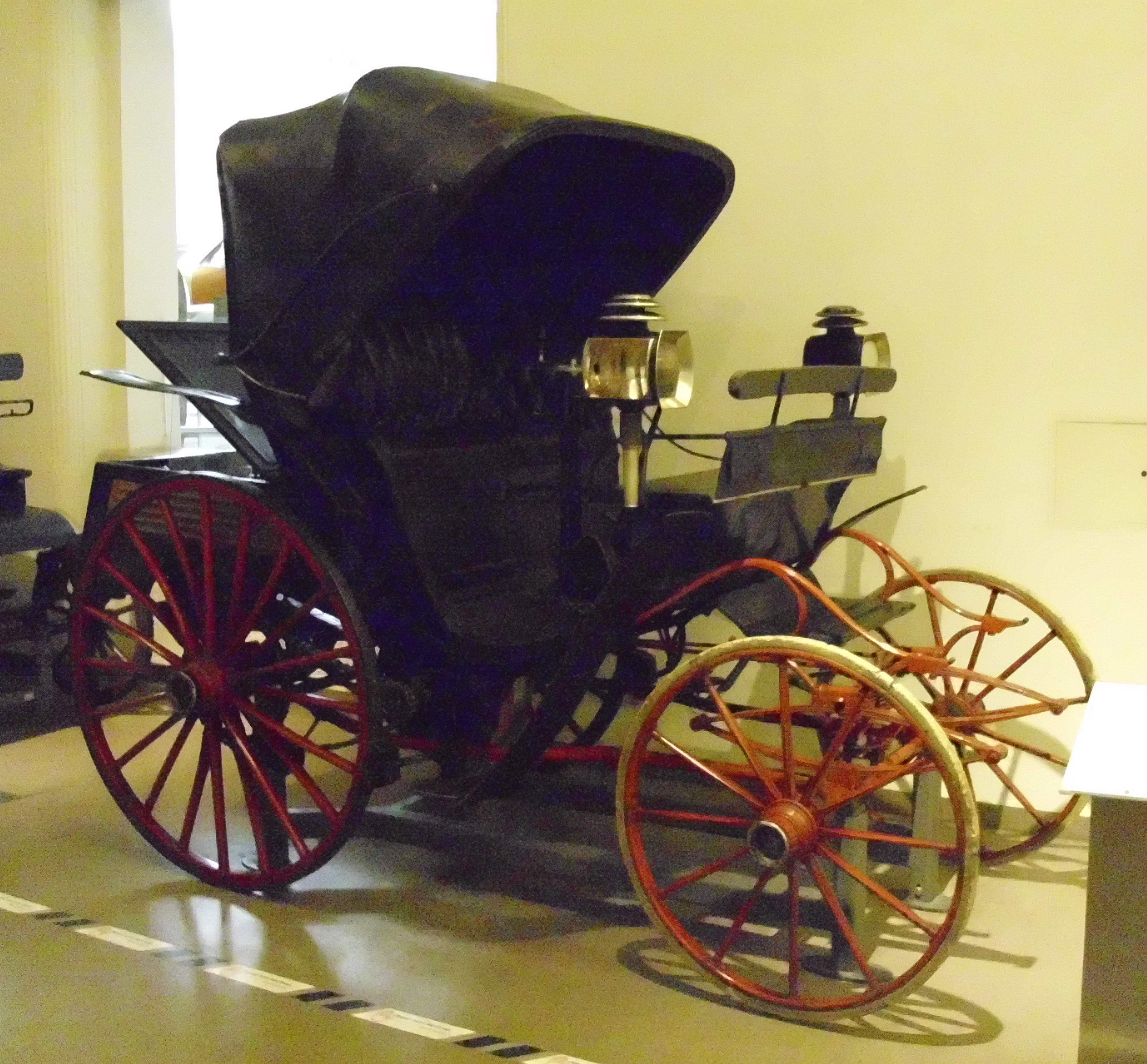
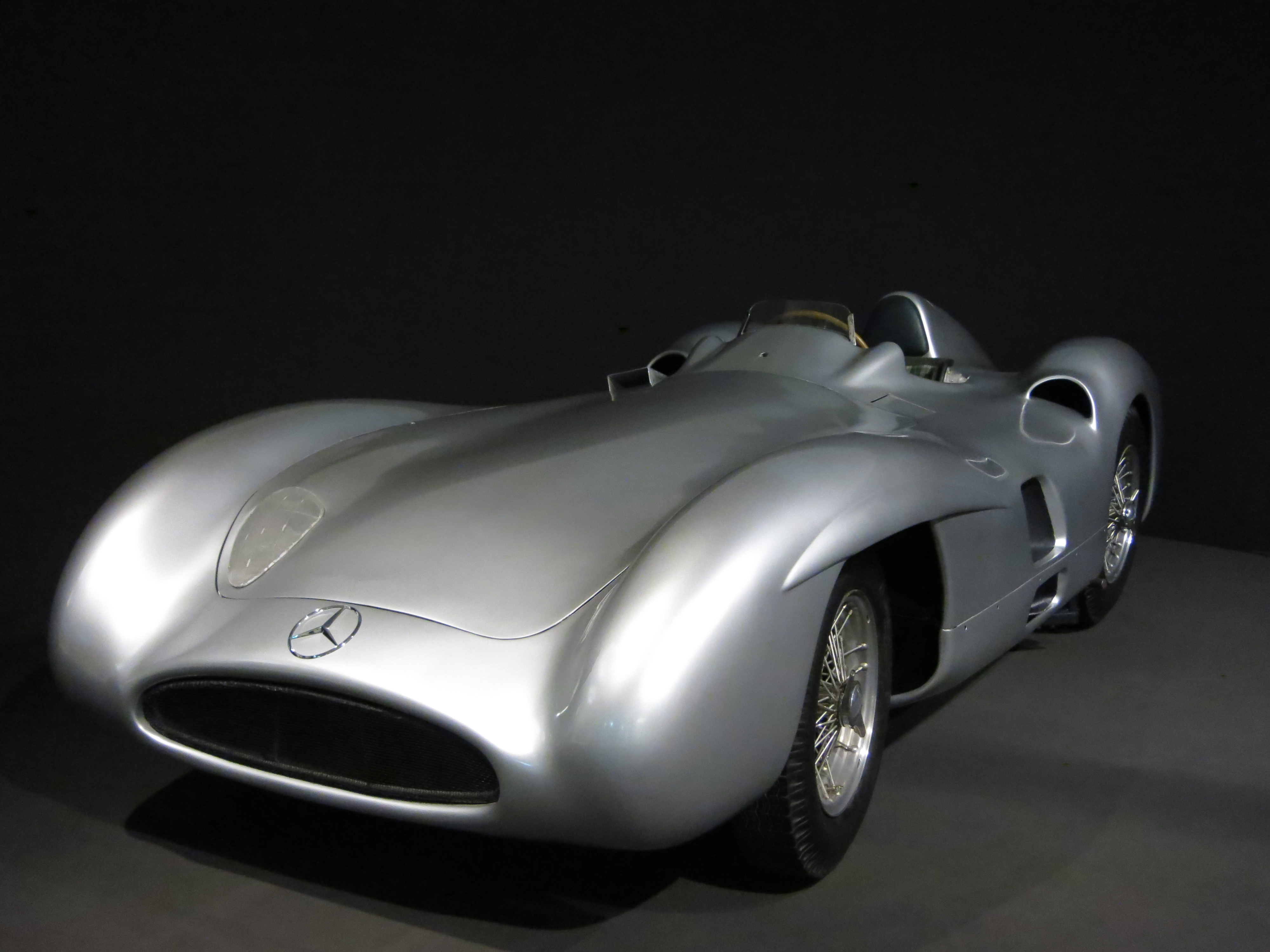
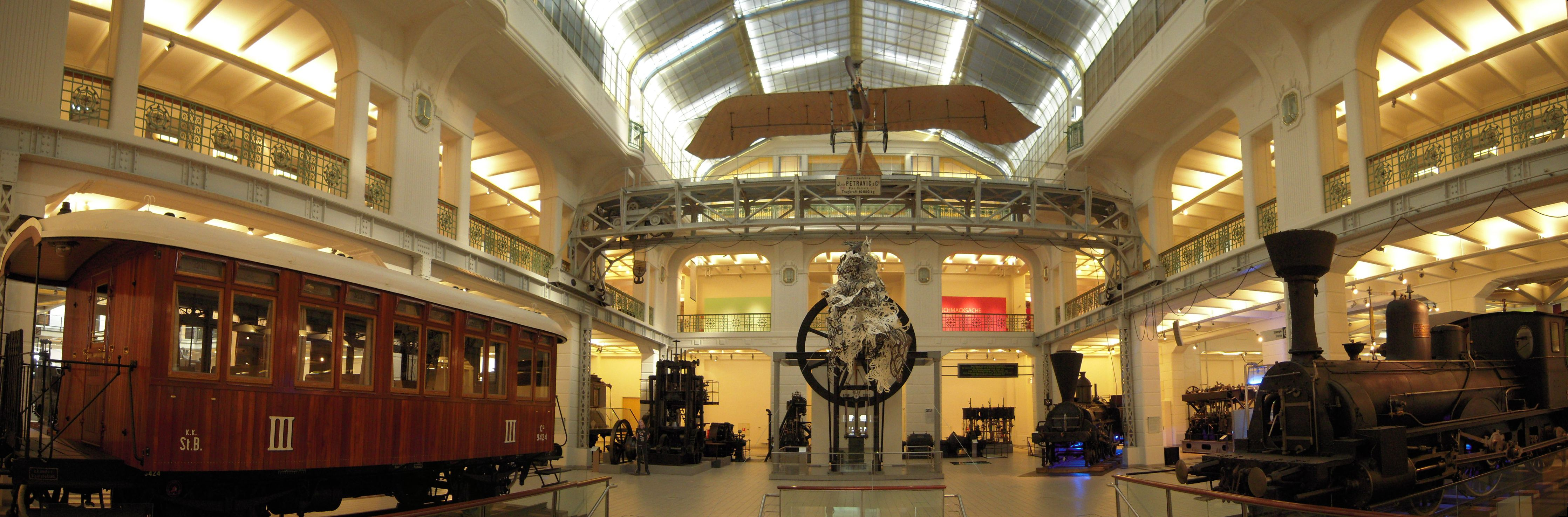